# Agnethe Davidsen
Agnethe Davidsen (29. august 1947 i Nuuk – 25. november 2007) blev regnet som Grønlands fremste kvindelige politiker. Hun var indtil sin død borgmester i Nuup Kommunea (Nuuk Kommune) i Grønland.
I 1983 blev hun suppleant for Hans-Pavia Rosing til Landstinget for partiet Siumut. Senere samme år blev hun udpeget som landsstyremedlem for sociale anliggender, og blev dermed det første kvindelige medlem af Landsstyret.
I 1989 blev hun indvalgt i Nuup Kommuneas kommunalbestyrelse for Siumut og var mellem 1989 og 1991 2. viceborgmester. Efter valget i 1991 blev hun 1. viceborgmester, og blev i 1993 borgmester i Nuup Kommunea, en stilling hun varetog indtil sin død i 2007. 1997 blev hun Ridder af Dannebrog.